# Галинка (Берестовицький район)
Галинка (біл. Галынка) — село в складі Берестовицького району Гродненської області, Білорусь. Село підпорядковане Берестовицькій сільській раді, розташоване у західній частині області.